# Suffasia
Suffasia là một chi nhện trong họ mierenjagers (Zodariidae).

## Các loài
Các loài trong chi này gồm:
- Suffasia attidiya Benjamin & Jocqué, 2000
- Suffasia kanchenjunga Ono, 2006
- Suffasia keralaensis Sudhikumar, Jocqué & Sebastian, 2009
- Suffasia mahasumana Benjamin & Jocqué, 2000
- Suffasia martensi Ono, 2006
- Suffasia tigrina (Simon, 1893) *
- Suffasia tumegaster Jocqué, 1992